# Praia a Mare
Praia a Mare [ˈpraːja a ˈmaːre] é uma comuna italiana da região da Calábria, província de Cosenza, com cerca de 6.277 habitantes.
Estende-se por uma área de 22,91 km², tendo uma densidade populacional de 285 hab/km². Faz fronteira com Aieta, Papasidero, San Nicola Arcella, Santa Domenica Talao, Tortora.

## Demografia
| Variação demográfica do município entre 1861 e 2011                               |
|                                                                                   |
| Fonte: Istituto Nazionale di Statistica (ISTAT) - Elaboração gráfica da Wikipedia |

## Personagens ligadas à Praia a Mare
- Debora Patta, (1964), jornalista da África do Sul; a família dela è originária de  Praia a Mare.

## Conexões externas
- Página oficial de Praia a Mare